# 克羅斯羅茲鎮區 (北卡羅萊納州威爾遜縣)
克羅斯羅茲鎮區（英語：Cross Roads Township）是位於美國北卡羅萊納州威爾遜縣的一個鎮區。

## 地方資料
克羅斯羅茲鎮區的面積為73.03平方千米，皆為陸地。根據2020年美國人口普查的數據，當地共有人口3752人，而人口密度為每平方千米51.38人。